# Copris mourgliai
Copris mourgliai är en skalbaggsart som beskrevs av Zelenka 1993. Copris mourgliai ingår i släktet Copris och familjen bladhorningar. Inga underarter finns listade i Catalogue of Life.